# Belgique aux Jeux olympiques d'hiver de 1976
L'équipe olympique de Belgique a participé aux Jeux olympiques d'hiver de 1976 à Innsbruck en Autriche. Elle était représentée par 4 athlètes dans 2 sports.
Elle n'a remporté aucune médaille.

## Ski alpin
Hommes
| Athlète          | Épreuve      | Course 1      | Course 1   | Course 2      | Course 2   | Total         | Total      |
| Athlète          | Épreuve      | Temps         | Classement | Temps         | Classement | Temps         | Classement |
| ---------------- | ------------ | ------------- | ---------- | ------------- | ---------- | ------------- | ---------- |
| Robert Blanchaer | Downhill     |               |            |               |            | 1 min 54 s 30 | 45         |
| Didier Xhaet     | Downhill     |               |            |               |            | 1 min 53 s 56 | 43         |
| Didier Xhaet     | Giant Slalom | DNF           | –          | –             | –          | DNF           | –          |
| Robert Blanchaer | Giant Slalom | 1 min 57 s 37 | 55         | 2 min 00 s 53 | 41         | 3 min 57 s 90 | 40         |
| Robert Blanchaer | Slalom       | DNF           | –          | –             | –          | DNF           | –          |
| Didier Xhaet     | Slalom       | DNF           | –          | –             | –          | DNF           | –          |

## Patinage de vitesse
Hommes
| Épreuve | Athlète              | Course        | Course     |
| Épreuve | Athlète              | Temps         | Classement |
| ------- | -------------------- | ------------- | ---------- |
| 1500 m  | Gilbert van Eesbeeck | 2 min 12 s 74 | 28         |
| 5000 m  | Gilbert van Eesbeeck | 8 min 29 s 78 | 30         |

Femme
| Épreuve | Athlète        | Course        | Course     |
| Épreuve | Athlète        | Temps         | Classement |
| ------- | -------------- | ------------- | ---------- |
| 500 m   | Linda Rombouts | 48 s 31       | 27         |
| 1500 m  | Linda Rombouts | 2 min 32 s 96 | 26         |
| 3000 m  | Linda Rombouts | 5 min 10 s 35 | 26         |